# تاكورانت (سيدي احميدة)
تاكورانت هو دُوَّار يقع بجماعة سيدي علي بن حمدوش، إقليم الجديدة، جهة الدار البيضاء سطات في المملكة المغربية. ينتمي الدوّار لمشيخة سيدي احميدة التي تضم 8 دواوير. يقدر عدد سكانه بـ 1541 نسمة حسب الإحصاء الرسمي للسكان والسكنى لسنة 2004.

## روابط خارجية
- البوابة الوطنية للجماعات الترابية نسخة محفوظة 12 مارس 2018 على موقع واي باك مشين.
- المندوبية السامية للتخطيط